# Hvožďany (district de Příbram)
Pour les articles homonymes, voir Hvožďany.
Hvožďany (en allemand : Hwoschdian) est une commune du district de Příbram, dans la région de Bohême-Centrale, en République tchèque. Sa population s'élevait à 789 habitants en 2020.

## Géographie
Hvožďany se trouve à 11 km à l'ouest-sud-ouest de Březnice, à 23 km au sud-ouest de Příbram et à 76 km au sud-ouest de Prague.
La commune est limitée par Rožmitál pod Třemšínem au nord, par Vševily, Volenice et Hudčice à l'est, par Bělčice, Brezi et Předmíř au sud, et par Mladý Smolivec et Čížkov à l'ouest.

## Histoire
La première mention écrite de la localité date de 1352.

## Administration
La commune se compose de six quartiers :
- Hvožďany
- Leletice
- Planiny
- Pozdyně
- Roželov
- Vacíkov

## Transports
Par la route, Hvožďany se trouve à 12 km de Březnice, à 27 km de Příbram et à 87 km de Prague.